# ИОРЯС
«Известия отделения русского языка и словесности Российской Академии наук» (ИОРЯС АН) — журнал Російської Академії наук з історії писемності, славістики, мовознавства і фольклору. Видавався в Санкт-Петербурзі з 1896 по 1927 роки. Друкувався також у Москві під назвами «Известия отделения русского языка и литературы Российской АН» (1918—24) та «Известия отделения русского языка и словесности АН СССР» (1925—27).
Журнал був відновленням «Известий Императорской АН по Отделению русского языка и словесности», що виходили в 1852—1863 роках під редакцією акад. І. І. Срезневського. Спочатку видання виходило як «Известия Отделения русского языка и словесности Императорской Академии наук».
«Известия по русскому языку и словесности АН СССР», яке видавалися з 1928 по 1930 роки під редакцією акад. Ю. Ф. Карського, іноді розглядають як неофіційне продовження «ИОРЯС».